# Higher Ground (UB40)
Higher Ground is een nummer van de Britse band UB40 uit 1993. Het is de tweede single van hun tiende studioalbum Promises and Lies.
Higher Ground werd de laatste echt grote hit die de band had, met een top 10-notering in het Verenigd Koninkrijk, Nederland en Ierland. In zowel het Verenigd Koninkrijk als de Nederlandse Top 40 haalde het de 8e positie. In de Vlaamse Radio 2 Top 30 haalde het de 14e positie.

## Hitnoteringen

### Nederlandse Top 40
| Hitnotering: 21-08-1993 t/m 23-10-1993 | Hitnotering: 21-08-1993 t/m 23-10-1993 | Hitnotering: 21-08-1993 t/m 23-10-1993 | Hitnotering: 21-08-1993 t/m 23-10-1993 | Hitnotering: 21-08-1993 t/m 23-10-1993 | Hitnotering: 21-08-1993 t/m 23-10-1993 | Hitnotering: 21-08-1993 t/m 23-10-1993 | Hitnotering: 21-08-1993 t/m 23-10-1993 | Hitnotering: 21-08-1993 t/m 23-10-1993 | Hitnotering: 21-08-1993 t/m 23-10-1993 | Hitnotering: 21-08-1993 t/m 23-10-1993 | Hitnotering: 21-08-1993 t/m 23-10-1993 |
| Week:                                  | 1                                      | 2                                      | 3                                      | 4                                      | 5                                      | 6                                      | 7                                      | 8                                      | 9                                      | 10                                     |                                        |
| -------------------------------------- | -------------------------------------- | -------------------------------------- | -------------------------------------- | -------------------------------------- | -------------------------------------- | -------------------------------------- | -------------------------------------- | -------------------------------------- | -------------------------------------- | -------------------------------------- | -------------------------------------- |
| Positie:                               | 27                                     | 16                                     | 12                                     | 9                                      | 8                                      | 8                                      | 13                                     | 15                                     | 21                                     | 29                                     | uit                                    |

### Mega Top 50
| Hitnotering: 28-08-1993 t/m 23-10-1993 | Hitnotering: 28-08-1993 t/m 23-10-1993 | Hitnotering: 28-08-1993 t/m 23-10-1993 | Hitnotering: 28-08-1993 t/m 23-10-1993 | Hitnotering: 28-08-1993 t/m 23-10-1993 | Hitnotering: 28-08-1993 t/m 23-10-1993 | Hitnotering: 28-08-1993 t/m 23-10-1993 | Hitnotering: 28-08-1993 t/m 23-10-1993 | Hitnotering: 28-08-1993 t/m 23-10-1993 | Hitnotering: 28-08-1993 t/m 23-10-1993 | Hitnotering: 28-08-1993 t/m 23-10-1993 |
| Week:                                  | 1                                      | 2                                      | 3                                      | 4                                      | 5                                      | 6                                      | 7                                      | 8                                      | 9                                      |                                        |
| -------------------------------------- | -------------------------------------- | -------------------------------------- | -------------------------------------- | -------------------------------------- | -------------------------------------- | -------------------------------------- | -------------------------------------- | -------------------------------------- | -------------------------------------- | -------------------------------------- |
| Positie:                               | 24                                     | 16                                     | 13                                     | 10                                     | 9                                      | 12                                     | 24                                     | 31                                     | 40                                     | uit                                    |

### VlaamseUltratop 50
| Hitnotering: 04-09-1993 t/m 06-11-1993 | Hitnotering: 04-09-1993 t/m 06-11-1993 | Hitnotering: 04-09-1993 t/m 06-11-1993 | Hitnotering: 04-09-1993 t/m 06-11-1993 | Hitnotering: 04-09-1993 t/m 06-11-1993 | Hitnotering: 04-09-1993 t/m 06-11-1993 | Hitnotering: 04-09-1993 t/m 06-11-1993 | Hitnotering: 04-09-1993 t/m 06-11-1993 | Hitnotering: 04-09-1993 t/m 06-11-1993 | Hitnotering: 04-09-1993 t/m 06-11-1993 | Hitnotering: 04-09-1993 t/m 06-11-1993 | Hitnotering: 04-09-1993 t/m 06-11-1993 |
| Week:                                  | 1                                      | 2                                      | 3                                      | 4                                      | 5                                      | 6                                      | 7                                      | 8                                      | 9                                      | 10                                     |                                        |
| -------------------------------------- | -------------------------------------- | -------------------------------------- | -------------------------------------- | -------------------------------------- | -------------------------------------- | -------------------------------------- | -------------------------------------- | -------------------------------------- | -------------------------------------- | -------------------------------------- | -------------------------------------- |
| Positie:                               | 33                                     | 27                                     | 26                                     | 22                                     | 14                                     | 19                                     | 19                                     | 21                                     | 23                                     | 49                                     | uit                                    |